# ألان مور (شاعر)
ألان مور (بالإنجليزية: Alan Moore)‏ هو شاعر أيرلندي، ولد في 9 فبراير 1960.